# Kratovo
Kratovo (macedón nyelven: Кратово) egy város Észak-Macedóniában.

## Népesség
| Lakosok száma | 1925 | 1993 | 2411 | 3735 | 5442 | 6528 | 6481 | 6924 | 5401 |
|               | 1948 | 1953 | 1961 | 1971 | 1981 | 1991 | 1994 | 2002 | 2021 |

- 2002-ben Kratovo városának 6924 lakosa volt, akik közül 6724 macedón (97,1%), 151 cigány, 27 szerb, 8 török, 1 vlach és 13 egyéb.
- 2002-ben Kratovo községnek 10 441 lakosa volt, akik közül 10 231 macedón (98%), 151 cigány, 33 szerb és 26 egyéb.

## A községhez tartozó települések
- Kratovo
- Blizanci (Kratovo),
- Vakuf (Kratovo),
- Gorno Kratovo,
- Dimonce,
- Emirica,
- Zseleznica (Kratovo),
- Zsivalevo,
- Kavrak,
- Ketenovo,
- Knezsevo (Kratovo),
- Kojkovo,
- Konyuh (Kratovo),
- Krilatica,
- Kuklica,
- Kunovo (Kratovo),
- Lukovo (Kratovo),
- Muskovo,
- Nezsilovo (Kratovo),
- Pendak,
- Prikovci,
- Szakulica,
- Sztracin,
- Talasmance,
- Tatomir,
- Topolovity (Kratovo),
- Trnovac (Kratovo),
- Turalevo,
- Filipovci,
- Slegovo,
- Sopszko Rudare